# Port lotniczy Botopassi
Port lotniczy Botopassi (IATA BTO) – port lotniczy zlokalizowany w miejscowości Botopasi, w Surinamie.